# Philactis fayi
Philactis fayi là một loài thực vật có hoa trong họ Cúc. Loài này được A.M.Torres miêu tả khoa học đầu tiên năm 1972.